# Agaricophagus
Agaricophagus är ett släkte av skalbaggar som beskrevs av Schmidt 1841. Agaricophagus ingår i familjen mycelbaggar.
Släktet innehåller bara arten Agaricophagus cephalotes.